# Jan Borowski (energetyk)
Jan Borowski (ur. 23 lipca 1918 w Częstochowie) – polski inżynier mechanik-energetyk.

## Życiorys
Ukończył Politechnikę Warszawską w 1951, a następnie pracował w zespole elektrowni warszawskich i Biurze Projektów Huty „Warszawa”. Następnie był głównym technologiem w Biurze ds. Ochrony Powietrza Atmosferycznego w hucie, gdzie opracował instalację odciągową spalin z pieca łukowego do odlewni staliwa. Pracował nad uszczelnieniem pieców stalowniczych oraz nad nową konstrukcją sklepień tych pieców, za co otrzymał nagrodę racjonalizatorską w konkursie Życia Warszawy na Mistrza Techniki Warszawa 1966.

## Odznaczenia
- Krzyż Pamiątkowy Monte Cassino,
- Krzyż Walecznych.